# Legs McNeil
Roderick Edward "Legs" McNeil (Connecticut, Estados Unidos, 27 de febrero de 1956) es un escritor estadounidense. Fue redactor y cofundador del fanzine "Punk", publicación que daría nombre al conocido movimiento musical. Participó en la creación de las revistas musicales "Spin" y "Nerve".
McNeil también es el principal autor de dos famosos libros realizados en colaboración con otros escritores de "historia oral", un sistema que consiste en narrar los acontecimientos alternando fragmentos de numerosos testimonios en primera persona de aquellos que los vivieron, recogidos por los propios autores.

## Obra
- Por favor, mátame. La historia oral del punk. (Discos Crudos, 2006)

- El otro Hollywood. Una historia oral y sin censura de la industria del cine porno. (Es Pop ediciones, 2009)

### Memorias
- "I Slept with Joey Ramone: A Family Memoir" con Mickey Leigh (Simon & Schuster, 2009).